# Trentino Volley 2021-2022
Questa voce raccoglie le informazioni riguardanti la Trentino Volley nelle competizioni ufficiali della stagione 2021-2022.

## Stagione
Nella stagione 2021-22 la Trentino Volley assume la denominazione sponsorizzata di Itas Trentino.
Quale terza classificata nella precedente stagione, partecipa ad inizio stagione alla Supercoppa italiana, dove risulta vincitrice grazie alla vittoria in finale contro il Milano.
Partecipa per la ventiduesima volta alla Superlega; chiude la regular season di campionato al terzo posto in classifica, qualificandosi per i play-off scudetto: arriva fino alle semifinali, sconfitta dalla Sir Safety Perugia.
A seguito del terzo posto in classifica al termine del girone di andata della regular season partecipa alla Coppa Italia: viene sconfitta in finale dalla Sir Safety Perugia.
In qualità di finalista della Champions League 2020-21, partecipa al campionato mondiale per club, dove viene sconfitta in semifinale dalla Lube per poi vincere la finale per il terzo posto contro la Funvic.
Partecipa infine alla Champions League: terminata la fase a gironi al secondo posto del proprio raggruppamento, prosegue fino alla finale dove viene, per la seconda volta consecutiva, sconfitta dallo ZAKSA.

## Organigramma societario
Area direttiva
- Presidente: Diego Mosna (fino al 20 ottobre 2021), Bruno Da Re (dal 20 ottobre 2021)
- Vicepresidente: Mauro Poli (dal 20 ottobre 2021)
- Segreteria generale: Chiara Candotti
- Amministrazione: Laura Corradini
- Team manager: Riccardo Michieletto
- Responsabile logistica: Giuseppe Borgono, Matteo Daldoss
- Responsabile palasport: Antonio Brentari

Area tecnica
- Allenatore: Angelo Lorenzetti
- Allenatore in seconda: Francesco Petrella
- Scout man: Fabio Dalla Fina
- Responsabile settore giovanile: Francesco Conci, Riccardo Michieletto

Area comunicazione
- Addetto stampa: Francesco Segala
- Speaker: Gabriele Biancardi
- Fotografo: Marco Trabalza

Area marketing
- Area commerciale: Roberto Brughera, Cristina Giordano, Marco Oberosler, Graziana Pisetta

Area sanitaria
- Medico: Mauro Bortoluzza
- Preparatore atletico: Lorenzo Barbieri
- Fisioterapista: Luca Pirani

## Rosa
| N° | Nome                   | Ruolo | Data di nascita   | Nazionalità sportiva |
| -- | ---------------------- | ----- | ----------------- | -------------------- |
| 1  | Matej Kazijski         | S     | 23 settembre 1984 | Bulgaria             |
| 3  | Wout D'Heer            | C     | 26 aprile 2001    | Belgio               |
| 5  | Alessandro Michieletto | S     | 5 dicembre 2001   | Italia               |
| 6  | Riccardo Sbertoli      | P     | 23 maggio 1998    | Italia               |
| 7  | Oreste Cavuto          | S     | 5 dicembre 1996   | Italia               |
| 10 | Giulio Pinali          | O     | 2 aprile 1997     | Italia               |
| 12 | Daniele Albergati      | O     | 21 giugno 1993    | Italia               |
| 15 | Daniele Lavia          | S     | 4 novembre 1999   | Italia               |
| 16 | Julian Zenger          | L     | 1º gennaio 1997   | Germania             |
| 18 | Marko Podraščanin      | C     | 29 agosto 1987    | Serbia               |
| 20 | Srećko Lisinac         | C     | 17 maggio 1992    | Serbia               |
| 22 | Lorenzo Sperotto       | P     | 28 aprile 1999    | Italia               |
| 24 | Carlo De Angelis       | L     | 10 gennaio 1996   | Italia               |

## Mercato
| Acquisti | Acquisti          | Acquisti           | Acquisti   |
| R.       | Nome              | da                 | Modalità   |
| -------- | ----------------- | ------------------ | ---------- |
| O        | Daniele Albergati | Team Volley        | definitivo |
| S        | Oreste Cavuto     | Top Volley Latina  | definitivo |
| C        | Wout D'Heer       | Aalst              | definitivo |
| S        | Matej Kazijski    | NBV                | definitivo |
| S        | Daniele Lavia     | Modena             | definitivo |
| O        | Giulio Pinali     | Porto Robur Costa  | definitivo |
| P        | Riccardo Sbertoli | Powervolley Milano | definitivo |
| L        | Julian Zenger     | Charlottenburg     | definitivo |

| Cessioni | Cessioni          | Cessioni            | Cessioni   |
| R.       | Nome              | a                   | Modalità   |
| -------- | ----------------- | ------------------- | ---------- |
| O        | Nimir Abdel-Aziz  | Modena              | definitivo |
| O        | Andrea Argenta    | Rinascita Lagonegro | definitivo |
| C        | Lorenzo Cortesia  | Verona              | definitivo |
| P        | Simone Giannelli  | Sir Safety Perugia  | definitivo |
| S        | Dick Kooy         | Skra Bełchatów      | definitivo |
| L        | Salvatore Rossini | Modena              | definitivo |
| S        | Ricardo Lucarelli | Lube                | definitivo |
| S        | Luis Sosa         | Amriswil            | definitivo |

## Risultati

### Superlega

#### Girone di andata
| 1ª Giornata - 12 ottobre 2021 PalaTrento, Trento        | Trentino           | 3 - 0 | Verona            | 25-16, 29-27, 25-23               |
| 2ª Giornata - 17 ottobre 2021 PalaMaiata, Vibo Valentia | Callipo            | 1 - 3 | Trentino          | 21-25, 16-25, 29-27, 21-25        |
| 3ª Giornata - 31 ottobre 2021 PalaTrento, Trento        | Trentino           | 3 - 1 | Lube              | 25-16, 21-25, 25-11, 26-24        |
| 4ª Giornata - 3 novembre 2021 PalaTrento, Trento        | Trentino           | 2 - 3 | Padova            | 25-17, 28-30, 24-26, 25-16, 17-19 |
| 5ª Giornata - 7 novembre 2021 PalaEvangelisti, Perugia  | Sir Safety Perugia | 3 - 0 | Trentino          | 25-12, 25-21, 25-18               |
| 6ª Giornata - 14 novembre 2021 PalaTrento, Trento       | Trentino           | 3 - 1 | Milano            | 19-25, 25-16, 27-25, 25-23        |
| 7ª Giornata - 21 novembre 2021 PalaPanini, Modena       | Modena             | 3 - 0 | Trentino          | 28-26, 25-15, 25-22               |
| 8ª Giornata - 24 novembre 2021 PalaMazzola, Taranto     | Prisma Taranto     | 1 - 3 | Trentino          | 23-25, 27-25, 18-25, 19-25        |
| 10ª Giornata - 18 novembre 2021 PalaTrento, Trento      | Trentino           | 3 - 1 | You Energy        | 25-15, 21-25, 25-21, 25-23        |
| 11ª Giornata - 10 novembre 2021 PalaDeAndré, Ravenna    | Porto Robur Costa  | 0 - 3 | Trentino          | 16-25, 23-25, 12-25               |
| 12ª Giornata - 30 dicembre 2021 Palalido, Milano        | Powervolley Milano | 0 - 3 | Trentino          | 22-25, 18-25, 26-28               |
| 13ª Giornata - 19 dicembre 2021 PalaTrento, Trento      | Trentino           | 3 - 0 | Top Volley Latina | 25-15, 25-14, 25-22               |

#### Girone di ritorno
| 14ª Giornata - 26 dicembre 2021 PalaOlimpia, Verona                     | Verona            | 3 - 2 | Trentino           | 13-25, 29-31, 25-20, 25-10, 15-12 |
| 15ª Giornata - 2 marzo 2022 PalaTrento, Trento                          | Trentino          | 3 - 0 | Callipo            | 25-17, 25-21, 25-20               |
| 16ª Giornata - 2 febbraio 2022 PalaCivitanova, Civitanova Marche        | Lube              | 3 - 2 | Trentino           | 20-25, 25-20, 17-25, 25-22, 15-13 |
| 17ª Giornata - 22 febbraio 2022 PalaSanLazzaro, Padova                  | Padova            | 1 - 3 | Trentino           | 25-27, 16-25, 25-20, 21-25        |
| 18ª Giornata - 2 gennaio 2022 PalaTrento, Trento                        | Trentino          | 3 - 2 | Sir Safety Perugia | 25-21, 21-25, 26-24, 22-25, 15-11 |
| 19ª Giornata - 30 gennaio 2022 Palazzetto dello sport, Monza            | Milano            | 1 - 3 | Trentino           | 25-23, 13-25, 21-25, 20-25        |
| 20ª Giornata - 6 febbraio 2022 PalaTrento, Trento                       | Trentino          | 2 - 3 | Modena             | 25-23, 25-22, 19-25, 18-25, 13-15 |
| 21ª Giornata - 13 febbraio 2022 PalaTrento, Trento                      | Trentino          | 3 - 0 | Prisma Taranto     | 25-22, 25-19, 25-14               |
| 23ª Giornata - 27 febbraio 2022 PalaBanca, Piacenza                     | You Energy        | 1 - 3 | Trentino           | 25-23, 15-25, 17-25, 14-25        |
| 24ª Giornata - 22 gennaio 2022 PalaTrento, Trento                       | Trentino          | 3 - 0 | Porto Robur Costa  | 26-24, 25-21, 25-14               |
| 25ª Giornata - 13 marzo 2022 PalaTrento, Trento                         | Trentino          | 3 - 2 | Powervolley Milano | 28-30, 25-21, 25-20, 23-25, 15-9  |
| 26ª Giornata - 20 marzo 2022 Palazzetto dello Sport, Cisterna di Latina | Top Volley Latina | 3 - 0 | Trentino           | 28-26, 25-19, 25-23               |

#### Play-off scudetto
| Quarti di finale (gara 1) - 26 marzo 2022 PalaTrento, Trento           | Trentino   | 3 - 0 | You Energy | 27-25, 25-20, 25-16               |
| Quarti di finale (gara 2) - 3 aprile 2022 PalaBanca, Piacenza          | You Energy | 3 - 2 | Trentino   | 21-25, 29-31, 25-19, 25-20, 24-22 |
| Quarti di finale (gara 3) - 10 aprile 2022 PalaTrento, Trento          | Trentino   | 3 - 0 | You Energy | 25-22, 25-19, 25-21               |
| Semifinali (gara 1) - 14 aprile 2022 PalaCivitanova, Civitanova Marche | Lube       | 0 - 3 | Trentino   | 26-28, 20-25, 23-25               |
| Semifinali (gara 2) - 18 aprile 2022 PalaTrento, Trento                | Trentino   | 3 - 0 | Lube       | 25-20, 25-21, 25-23               |
| Semifinali (gara 3) - 21 aprile 2022 PalaCivitanova, Civitanova Marche | Lube       | 3 - 0 | Trentino   | 25-16, 25-19, 25-17               |
| Semifinali (gara 4) - 24 aprile 2022 PalaTrento, Trento                | Trentino   | 1 - 3 | Lube       | 19-25, 29-27, 22-25, 22-25        |
| Semifinali (gara 5) - 27 aprile 2022 PalaCivitanova, Civitanova Marche | Lube       | 3 - 2 | Trentino   | 27-29, 25-21, 21-25, 25-15, 15-11 |

### Coppa Italia
| Quarti di finale - 16 gennaio 2022 PalaTrento, Trento       | Trentino           | 3 - 0 | Milano             | 25-16, 25-13, 25-21        |
| Semifinali - 5 marzo 2022 Unipol Arena, Casalecchio di Reno | Trentino           | 3 - 0 | Powervolley Milano | 25-14, 25-20, 25-20        |
| Finale - 6 marzo 2022 Unipol Arena, Casalecchio di Reno     | Sir Safety Perugia | 3 - 1 | Trentino           | 25-17, 25-17, 23-25, 25-23 |

### Supercoppa italiana
| Semifinali - 23 ottobre 2021 PalaCivitanova, Civitanova Marche | Sir Safety Perugia | 0 - 3 | Trentino | 21-25, 21-25, 23-25        |
| Finale - 24 ottobre 2021 PalaCivitanova, Civitanova Marche     | Trentino           | 3 - 1 | Milano   | 25-11, 25-21, 31-33, 25-14 |

### Campionato mondiale per club

#### Fase a gironi
| 2ª Giornata - 8 dicembre 2021 Ginásio Divino Braga, Betim | Foolad Sirjan Iranian | 0 - 3 | Trentino | 18-25, 22-25, 19-25 |
| 3ª Giornata - 9 dicembre 2021 Ginásio Divino Braga, Betim | Trentino              | 0 - 3 | Sada     | 19-25, 23-25, 18-25 |

#### Fase a eliminazione diretta
| Semifinali - 10 dicembre 2021 Ginásio Divino Braga, Betim      | Lube     | 3 - 2 | Trentino | 25-20, 22-25, 23-25, 25-20, 21-19 |
| Finale 3º posto - 11 dicembre 2021 Ginásio Divino Braga, Betim | Trentino | 3 - 0 | Funvic   | 25-18, 25-18, 25-18               |

### Champions League

#### Fase a gironi
| 1ª Giornata - 2 dicembre 2021 PalaEvangelisti, Perugia           | Sir Safety Perugia | 3 - 0 | Trentino           | 25-21, 25-18, 25-23       |
| 2ª Giornata - 16 dicembre 2021 PalaTrento, Trento                | Trentino           | 3 - 0 | Fenerbahçe         | 25-21, 25-22, 25-17       |
| 3ª Giornata - 13 gennaio 2022 PalaTrento, Trento                 | Trentino           | 3 - 0 | Cannes             | 25-13, 25-13, 25-13       |
| 4ª Giornata - 26 gennaio 2022 Burhan Felek Spor Salonu, Istanbul | Fenerbahçe         | 0 - 3 | Trentino           | 20-25, 18-25, 16-25       |
| 5ª Giornata - 10 febbraio 2022 PalaTrento, Trento                | Trentino           | 0 - 3 | Sir Safety Perugia | 18-25, 21-25, 23-25       |
| 6ª Giornata - 16 febbraio 2022 Palais des Victoires, Cannes      | Cannes             | 1 - 3 | Trentino           | 23-25, 9-25, 29-27, 14-25 |

#### Fase a eliminazione diretta
| Quarti di finale (andata) - 10 marzo 2022 PalaTrento, Trento            | Trentino           | 3 - 0 | Charlottenburg     | 27-25, 25-19, 25-22                                 |
| Quarti di finale (ritorno) - 16 marzo 2022 Max-Schmeling-Halle, Berlino | Charlottenburg     | 3 - 2 | Trentino           | 25-21, 25-22, 9-25, 21-25, 15-13                    |
| Semifinali (andata) - 30 marzo 2022 PalaEvangelisti, Perugia            | Sir Safety Perugia | 2 - 3 | Trentino           | 23-25, 25-19, 23-25, 30-28, 12-15                   |
| Semifinali (ritorno) - 7 aprile 2022 PalaTrento, Trento                 | Trentino           | 2 - 3 | Sir Safety Perugia | 25-21, 21-25, 25-16, 20-25, 13-15 Golden set: 17-15 |
| Finale - 22 maggio 2022 Arena Stožice, Lubiana                          | Trentino           | 0 - 3 | ZAKSA              | 22-25, 20-25, 30-32                                 |

## Statistiche

### Statistiche di squadra
| Competizione                 | Punti | In casa | In casa | In casa | In trasferta | In trasferta | In trasferta | Totale | Totale | Totale |
| Competizione                 | Punti | G       | V       | P       | G            | V            | P            | G      | V      | P      |
| ---------------------------- | ----- | ------- | ------- | ------- | ------------ | ------------ | ------------ | ------ | ------ | ------ |
| Superlega                    | 53    | 16      | 13      | 3       | 16           | 8            | 8            | 32     | 21     | 11     |
| Coppa Italia                 | -     | 1       | 1       | 0       | 0            | 0            | 0            | 3      | 2      | 1      |
| Supercoppa italiana          | -     | -       | -       | -       | -            | -            | -            | 2      | 2      | 0      |
| Campionato mondiale per club | 3     | -       | -       | -       | -            | -            | -            | 4      | 2      | 2      |
| Champions League             | 12    | 5       | 3       | 2       | 5            | 3            | 2            | 11     | 6      | 5      |
| Totale                       | -     | 22      | 17      | 5       | 21           | 11           | 10           | 52     | 33     | 19     |

G = partite giocate; V = partite vinte; P = partite perse 

### Statistiche dei giocatori
| Giocatore      | Superlega | Superlega | Superlega | Superlega | Superlega | Coppa Italia | Coppa Italia | Coppa Italia | Coppa Italia | Coppa Italia | Supercoppa italiana | Supercoppa italiana | Supercoppa italiana | Supercoppa italiana | Supercoppa italiana | Campionato mondiale per club | Campionato mondiale per club | Campionato mondiale per club | Campionato mondiale per club | Campionato mondiale per club | Champions League | Champions League | Champions League | Champions League | Champions League | Totale | Totale | Totale | Totale | Totale |
| Giocatore      | P         | PT        | AV        | MV        | BV        | P            | PT           | AV           | MV           | BV           | P                   | PT                  | AV                  | MV                  | BV                  | P                            | PT                           | AV                           | MV                           | BV                           | P                | PT               | AV               | MV               | BV               | P      | PT     | AV     | MV     | BV     |
| -------------- | --------- | --------- | --------- | --------- | --------- | ------------ | ------------ | ------------ | ------------ | ------------ | ------------------- | ------------------- | ------------------- | ------------------- | ------------------- | ---------------------------- | ---------------------------- | ---------------------------- | ---------------------------- | ---------------------------- | ---------------- | ---------------- | ---------------- | ---------------- | ---------------- | ------ | ------ | ------ | ------ | ------ |
| D. Albergati   | 4         | 4         | 4         | 0         | 0         | 0            | 0            | 0            | 0            | 0            | 0                   | 0                   | 0                   | 0                   | 0                   | 0                            | 0                            | 0                            | 0                            | 0                            | 2                | 0                | 0                | 0                | 0                | 6      | 4      | 4      | 0      | 0      |
| O. Cavuto      | 22        | 60        | 55        | 4         | 1         | 1            | 0            | 0            | 0            | 0            | 2                   | 0                   | 0                   | 0                   | 0                   | 2                            | 0                            | 0                            | 0                            | 0                            | 6                | 7                | 6                | 1                | 0                | 33     | 67     | 61     | 5      | 1      |
| W. D'Heer      | 21        | 62        | 28        | 25        | 9         | 0            | 0            | 0            | 0            | 0            | 1                   | 0                   | 0                   | 0                   | 0                   | 3                            | 1                            | 1                            | 0                            | 0                            | 10               | 23               | 15               | 8                | 0                | 35     | 86     | 44     | 33     | 9      |
| C. De Angelis  | 10        | 0         | 0         | 0         | 0         | 0            | 0            | 0            | 0            | 0            | 0                   | 0                   | 0                   | 0                   | 0                   | 1                            | 0                            | 0                            | 0                            | 0                            | 1                | 0                | 0                | 0                | 0                | 12     | 0      | 0      | 0      | 0      |
| M. Kazijski    | 30        | 461       | 397       | 20        | 44        | 3            | 42           | 34           | 4            | 4            | 2                   | 36                  | 29                  | 6                   | 1                   | 4                            | 48                           | 37                           | 6                            | 5                            | 11               | 126              | 113              | 5                | 8                | 50     | 713    | 610    | 41     | 62     |
| D. Lavia       | 29        | 363       | 302       | 49        | 12        | 3            | 44           | 37           | 4            | 3            | 2                   | 27                  | 25                  | 1                   | 1                   | 4                            | 57                           | 54                           | 2                            | 1                            | 10               | 120              | 91               | 24               | 5                | 48     | 611    | 509    | 80     | 22     |
| S. Lisinac     | 29        | 301       | 212       | 68        | 21        | 3            | 25           | 13           | 12           | 0            | 2                   | 26                  | 17                  | 5                   | 4                   | 4                            | 31                           | 20                           | 10                           | 1                            | 9                | 86               | 61               | 21               | 4                | 47     | 469    | 323    | 116    | 30     |
| A. Michieletto | 30        | 414       | 341       | 28        | 45        | 3            | 35           | 30           | 4            | 1            | 2                   | 28                  | 22                  | 3                   | 3                   | 4                            | 63                           | 57                           | 3                            | 3                            | 11               | 181              | 141              | 19               | 21               | 50     | 721    | 591    | 57     | 73     |
| G. Pinali      | 29        | 108       | 84        | 15        | 9         | 1            | 0            | 0            | 0            | 0            | 1                   | 0                   | 0                   | 0                   | 0                   | 3                            | 0                            | 0                            | 0                            | 0                            | 9                | 48               | 38               | 5                | 5                | 43     | 156    | 122    | 20     | 14     |
| M. Podraščanin | 26        | 189       | 123       | 58        | 8         | 3            | 18           | 11           | 5            | 2            | 2                   | 20                  | 13                  | 7                   | 0                   | 4                            | 20                           | 12                           | 8                            | 0                            | 10               | 71               | 44               | 20               | 7                | 45     | 318    | 203    | 98     | 17     |
| R. Sbertoli    | 32        | 77        | 21        | 31        | 25        | 3            | 8            | 2            | 5            | 1            | 2                   | 6                   | 1                   | 2                   | 3                   | 4                            | 7                            | 2                            | 3                            | 2                            | 12               | 31               | 11               | 12               | 8                | 53     | 129    | 37     | 53     | 39     |
| L. Sperotto    | 21        | 1         | 0         | 1         | 0         | 1            | 0            | 0            | 0            | 0            | 0                   | 0                   | 0                   | 0                   | 0                   | 2                            | 0                            | 0                            | 0                            | 0                            | 5                | 0                | 0                | 0                | 0                | 29     | 1      | 0      | 1      | 0      |
| J. Zenger      | 32        | 0         | 0         | 0         | 0         | 3            | 0            | 0            | 0            | 0            | 2                   | 0                   | 0                   | 0                   | 0                   | 4                            | 0                            | 0                            | 0                            | 0                            | 12               | 0                | 0                | 0                | 0                | 53     | 0      | 0      | 0      | 0      |

P = presenze; PT = punti totali; AV = attacchi vincenti; MV = muri vincenti; BV = battute vincenti